# Université du canal de Suez
L'université du canal de Suez (en arabe : جامعة قناة السويس ; en anglais : Suez Canal University) est une université publique située à Ismaïlia, en Égypte. L'établissement dispose de 28 facultés réparties sur 4 campus.

## Historique
Créée en 1976, L'université du canal de Suez est un établissement d'enseignement supérieur égyptien créé en 1976 près d'Ismaïlia, sur la rive ouest du canal de Suez.
Les cours ont commencé en 1977. Il n'y avait alors que six facultés : la faculté des sciences, la faculté d'agriculture, la faculté de commerce, la faculté d'ingénierie, la faculté de technologie et la faculté d'éducation. Un demi-siècle plus tard, il en existe presque une trentaine, réparties dans les différentes implantations de l'université, à Ismaïlia, Suez, Port-Saïd et El-Arish.
Cette université veut notamment devenir un centre de référence dans le domaine de la recherche scientifique appliquée et de l'innovation scientifique, mais aussi contribuer à apporter des solutions pratiques aux problèmes et aux besoins des régions du canal de Suez et du Sinaï. Elle met également l'accent sur le développement de partenariats avec des universités dans le monde entier. En 2001, un département d'éducation médicale de l'université du canal de Suez (MED-SCU) est créé. C'est le premier département de ce type à être fondé dans les universités égyptiennes de la région arabe.

## Classement
En 2016, elle n'est encore classée par le U.S. News & World Report qu'au 29e rang du classement régional 2016 des universités arabes. Mais elle progresse rapidement dans les classements internationaux. Ainsi, dans le classement Times Higher Education World University Rankings, un classement mondial des universités par le magazine Times Higher Education, elle est en 2019 à la 114e place alors qu’elle était dans la tranche 251 à 350 l’année précédente.